# Ernesto Vecchio
Ernesto Bautista Vecchio (30 de julio de 1951, Rosario, Provincia de Santa Fe, Argentina – 27 de enero de 2017) fue un Director Técnico de fútbol juvenil. Comenzó su carrera en Newell's Old Boys de Rosario. Es reconocido por haber sido el primer entrenador de Lionel Messi.

## Trayectoria deportiva
Se inició como Director Técnico en el año 1984 dirigiendo la categoría 1977 en la Escuela de Fútbol "Malvinas Argentinas" de Club Atlético Newell's Old Boys de Rosario. En el conjunto rosarino se mantuvo por 28 años.
En 1985 dirige las categorías 1977 y 1978 en simultáneo. A la categoría 1978 la dirigió en la liga de la Asociación Rosarina de Fútbol. 
En 1986 conduce tácticamente a la categoría 1979 en la cual se mantiene por el lapso de 3 años. Esta será una de las Divisiones más recordadas por Ernesto, ya que se consagra en los bicampeón de AFIGRO en la temporada '86 y '87. En el Campeonato de Álvarez de 1987, Vecchio logra conducir al equipo a un nuevo título.
A partir de 1990 conduce la categoría 1982 en la liga de la Asociación Rosarina de Fútbol. 
Durante los años 1991 y 1992 es promovido para conducir la categoría 1983 en la cual se mantiene por 2 años. Con esta categoría, Vecchio se consagra en el Campeonato de Pérez.
En la temporada '93 dirige la categoría 1984/85 en la liga de la Asociación Rosarina de Fútbol. Con la categoría 1985 se consagra campeón en el Campeonato Interno de Rafaela.
Vecchio es designado para dirigir la categoría 1986 en la liga de la Asociación Rosarina de Fútbolpara la temporada 1994. Con esta categoría, Vecchio volvería a brillar. Se consagra en el torneo BenHur, en el Torneo Hermenegildo Ivancich y en la Liga de la Asociación Rosarina de Fútbol.
En 1995 dirige la categoría 1987, conocida como "La Máquina '87" la cual estaba liderada por Lionel Messi. En esta categoría se mantuvo por 3 años. Con esta división consigue la liga de la Asociación Rosarina de Fútbol y la Liga Ardyti.
Vecchio, en la temporada 1998, es designado para dirigir técnicamente la categoría 1988 durante dos años en la liga de la Asociación Rosarina de Fútbol . Este plantel se consagra de la mano de Vecchio en el torneo de Villa Ramallo.
En 2000 dirige la categoría 1990 por dos años en la liga de la Asociación Rosarina de Fútbol. A mediados de temporada, Newell's Old Boys es invitado al torneo de Rafaela y logra coronarse campeón. Sobre el fin de temporada, Newell's Old Boys es invitado al torneo de Aldosivi en Mar del Plata. En este torneo, se consagra subcampeón tras perder con el Club Atlético River Plate por penales. En la segunda temporada al frente de la categoría 1990, se consagra campeón de la Liga Rosarina de Fútbol y de la Liga Ardyti.
Para la temporada '01, Vecchio es designado para conducir la categoría 1991 por el lapso de dos años en la liga de la Asociación Rosarina de Fútbol.
En 2003 es promovido para dirigir la categoría 1993 del Club Atlético Newell's Old Boys.
Desde el 2003 hasta el 2006, Vecchio decide retirarse de la Dirección técnica por motivos personales.
En 2006 vuelve a la Dirección Técnica en el Club Atlético Newell's Old Boys conduciendo la categoría 1997 en la liga de la Asociación Rosarina de Fútbol.
En 2007 Vecchio dirige las categorías 1998 y 1999 del Club Atlético Newell's Old Boys.
Desde la temporada '08 hasta la temporada '09 inclusive, Vecchio dirige la categoría 2000 del Club Atlético Newell's Old Boys en la liga de la Asociación Rosarina de Fútbol.
En 2010 dirige la categoría 2001 del Club Atlético Newell's Old Boys por dos temporadas en la liga de la Asociación Rosarina de Fútbol.
En 2012 dirige por media temporada la categoría 2002/2003 en Newell's Old Boys de Rosario. Ese mismo año pasa a Sarmiento FC donde se mantuvo una temporada como captador de jugadores.
La temporada 2013 será una de las más exitosas para Vecchio. Se traslada a Sarmiento F.C. Allí dirige la categoría 2002, una de las más exitosas. Con esta división se consagra en la Liga de la Asociación Rosarina de Fútbol de manera invicta. El año no terminaría ahí para Vecchio y sus dirigidos, ya que volverán a dar la vuelta olímpica en el Torneo de Rafaela venciendo en la final al Club Atlético San Lorenzo de Almagro,y en los torneos de Sunchales de los clubes Unión y Libertad.
Durante el 2014 se mantiene dirigiendo la categoría 2002 de Sarmiento FC. Esta temporada se corona en el Torneo de Rafaela contra Club Atlético Tucumán y en la Liga de la Asociación Rosarina de Fútbol.
En 2015 pasa a Leones Fútbol Club de la Fundación Messi. Allí hasta la actualidad dirige las categorías 2002 y 2003. Hasta el momento en este club ha conseguido la liga de la Asociación Rosarina de Fútbol y en el torneo de Reconquista venciendo en la final a su anterior equipo, el Club Atlético Newell's Old Boys.
El 27 de enero de 2017 fallece.

## Palmarés
| Título                        | Club                            | País      | Año  |
| ----------------------------- | ------------------------------- | --------- | ---- |
| AFIGRO                        | Club Atlético Newell's Old Boys | Argentina | 1986 |
| Campeonato de Álvarez         | Club Atlético Newell's Old Boys | Argentina | 1987 |
| Campeonato de Pérez           | Club Atlético Newell's Old Boys | Argentina | 1991 |
| Torneo Interno de Rafaela     | Club Atlético Newell's Old Boys | Argentina | 1993 |
| Ben Hur                       | Club Atlético Newell's Old Boys | Argentina | 1994 |
| Torneo Hermenegildo Ivancich  | Club Atlético Newell's Old Boys | Argentina | 1994 |
| Asociación Rosarina de Fútbol | Club Atlético Newell's Old Boys | Argentina | 1994 |
| Asociación Rosarina de Fútbol | Club Atlético Newell's Old Boys | Argentina | 1995 |
| Liga Ardyti                   | Club Atlético Newell's Old Boys | Argentina | 1995 |
| Villa Ramallo                 | Club Atlético Newell's Old Boys | Argentina | 1998 |
| Torneo Interno de Rafaela     | Club Atlético Newell's Old Boys | Argentina | 2000 |
| Asociación Rosarina de Fútbol | Club Atlético Newell's Old Boys | Argentina | 2000 |
| Liga Ardyti                   | Club Atlético Newell's Old Boys | Argentina | 2000 |
| Asociación Rosarina de Fútbol | Sarmiento Fútbol Club           | Argentina | 2013 |
| Torneo Interno de Rafaela     | Sarmiento Fútbol Club           | Argentina | 2013 |
| Copa Unión de Sunchales       | Sarmiento Fútbol Club           | Argentina | 2013 |
| Copa Libertad de Sunchales    | Sarmiento Fútbol Club           | Argentina | 2013 |
| Asociación Rosarina de Fútbol | Sarmiento Fútbol Club           | Argentina | 2014 |
| Torneo de Rafaela             | Sarmiento Fútbol Club           | Argentina | 2014 |
| Asociación Rosarina de Fútbol | Leones Fútbol Club de Rosario   | Argentina | 2015 |
| Torneo de Reconquista         | Leones Fútbol Club de Rosario   | Argentina | 2015 |

## Filmografía
| Año  | Trabajo | Notas      |
| 2015 | Messi   | Documental |